# Liste der Baudenkmäler in Sailauf
Auf dieser Seite sind die Baudenkmäler in der unterfränkischen Gemeinde Sailauf zusammengestellt. Diese Tabelle ist eine Teilliste der Liste der Baudenkmäler in Bayern. Grundlage ist die Bayerische Denkmalliste, die auf Basis des Bayerischen Denkmalschutzgesetzes vom 1. Oktober 1973 erstmals erstellt wurde und seither durch das Bayerische Landesamt für Denkmalpflege geführt wird. Die folgenden Angaben ersetzen nicht die rechtsverbindliche Auskunft der Denkmalschutzbehörde.
 Diese Liste gibt den Fortschreibungsstand vom 20. März 2024 wieder und enthält 31 Baudenkmäler.

## Baudenkmäler nach Ortsteilen

### Sailauf
| Lage                           | Objekt                                                             | Beschreibung | Akten-Nr.              | Bild                                                               |
| ------------------------------ | ------------------------------------------------------------------ | --- | ---------------------- | ------------------------------------------------------------------ |
| Am Geisenberg 3 (Standort)     | Marienbildstock                                                    | Gemauert mit Satteldach und Nische sowie bekrönendem Kreuz, 19. Jahrhundert | D-6-71-150-10 Wikidata | Marienbildstock                                                    |
| Brückenstraße 7 (Standort)     | Gasthaus Traube                                                    | Zweigeschossiges giebelständiges Satteldachgebäude mit Fachwerkobergeschoss, bezeichnet „1715“ | D-6-71-150-3 Wikidata  | Gasthaus Traube                                                    |
| Eichelhecke (Standort)         | Bildstock, sogenanntes Marienhellchen                              | Auf unbehauenem Felsblock kurzer Inschriftenpfeiler mit spitzbogigem Bildnischenaufsatz, Sandstein, bezeichnet „1831“ | D-6-71-150-12 Wikidata | Bildstock, sogenanntes Marienhellchen                              |
| Engländerstraße 5 (Standort)   | Forsthaus                                                          | Zweigeschossiger, traufständiger Sandsteinquaderbau mit Satteldach und Ecklisenen, 1864 | D-6-71-150-31 Wikidata | Forsthaus                                                          |
| Forsthausweg (Standort)        | Feldkreuz                                                          | Kruzifix über Inschriftensockel, Metallcorpus später, Dreinageltypus, Sandstein, bezeichnet „1849“ | D-6-71-150-13 Wikidata | Feldkreuz                                                          |
| In der Eichelhecke ()          | Feldkreuz                                                          | nicht nachqualifiziert, im Bayerischen Denkmal-Atlas nicht kartiert | D-6-71-150-15 Wikidata | Feldkreuz                                                          |
| Kirchberg 2 (Standort)         | Pfarrhaus                                                          | Zweigeschossiger traufständiger unverputzter Satteldachbau aus Quadermauerwerk, 1846, 1977 verändert | D-6-71-150-5 Wikidata  | Pfarrhaus                                                          |
| Kirchberg 8 (Standort)         | Alte katholische Pfarrkirche St. Vitus                             | Verputzter Saalbau mit eingezogenem Chor und Satteldach mit Turm, 1789, Turm im Kern mittelalterlich, mit Ausstattung | D-6-71-150-4 Wikidata  | weitere Bilder                                                     |
| Kirchberg 8 (Standort)         | Friedhofsmauer                                                     | Sandbruchstein und Sandwerksteinquader, südlich Rundbogenportal mit drei bekrönenden Sandsteinfiguren auf Gesims, 18. Jahrhundert | Wikidata               | weitere Bilder                                                     |
| Kirchberg 8 (Standort)         | Friedhofskreuz                                                     | Sandsteinkruzifix auf hohem Inschriftensockel mit Assistenzfiguren, bezeichnet „1712“ | D-6-71-150-4 Wikidata  | Friedhofskreuz                                                     |
| Kirchberg 8 (Standort)         | Grabmal                                                            | m. durchbrochenem Gusseisenkruzifix, letztes Viertel 19. Jahrhundert | D-6-71-150-4 Wikidata  | Grabmal                                                            |
| Kirchberg 8 (Standort)         | Kriegerdenkmal für die Gefallenen des Deutsch-Französischen Kriegs | Kruzifix mit Gusssteincorpus auf gemauertem Unterbau mit integrierter Inschriftentafel, Granit, Ende 19. Jahrhundert, ergänzt durch zwei flankierende Inschriftentafeln für die Gefallenen des Ersten Weltkriegs, Sandstein, um 1920 | D-6-71-150-4 Wikidata  | Kriegerdenkmal für die Gefallenen des Deutsch-Französischen Kriegs |
| Nähe Rathausstraße (Standort)  | Bildstock, sogenanntes Marienhelgen                                | Gemauert mit Rundbogennische und bekrönendem Kreuz, Sandstein, 19. Jahrhundert | D-6-71-150-29 Wikidata | Bildstock, sogenanntes Marienhelgen                                |
| Rathausstraße 9 (Standort)     | Bildstock                                                          | Auf Säule Ädikulaaufsatz mit Pietà, heiligem Sebastian und heiligem Johannes von Nepomuk und bekrönendem Kreuz, Sandstein, zweite Hälfte 17. Jahrhundert, erste Hälfte 18. Jahrhundert                                               | D-6-71-150-7 Wikidata  | Bildstock                                                          |
| Rathausstraße 9 (Standort)     | Rathaus                                                            | Zweigeschossiger giebelständiger Fachwerkbau mit Satteldach, Dachreiter später, Erdgeschoss teilweise massiv, um 1800, nordwestlicher Anbau zweite Hälfte 19. Jahrhundert                                                            | D-6-71-150-6 Wikidata  | weitere Bilder                                                     |
| Rottenberger Straße (Standort) | Feldkreuz                                                          | Kruzifix über Inschriftensockel, Metallcorpus, Dreinageltypus, Sandstein, bezeichnet „1754“, Kreuz „1823“ | D-6-71-150-8 Wikidata  | Feldkreuz                                                          |
| Scheitling (Standort)          | Herz-Jesu-Bildstock                                                | Pfeiler mit Satteldachaufsatz mit vergitterter Bildnische, Sandstein, 18. Jahrhundert | D-6-71-150-9 Wikidata  | Herz-Jesu-Bildstock                                                |
| Steingasse (Standort)          | Marienbildstock                                                    | Gemauert und verputzt mit Satteldach und Rundbogennische, 19. Jahrhundert nachqualifiziert | D-6-71-150-11 Wikidata | Marienbildstock                                                    |
| Wingert (Standort)             | Bildstock                                                          | Pfeiler auf Inschriftenpostament, Satteldach, Spitzbogennische und bekrönendes Kreuz, bezeichnet „1755“ | D-6-71-150-14 Wikidata | Bildstock                                                          |

### Eichenberg
| Lage                                               | Objekt                                          | Beschreibung | Akten-Nr.              | Bild                            |
| -------------------------------------------------- | ----------------------------------------------- | --- | ---------------------- | ------------------------------- |
| Alter Kirchweg 8 (Standort)                        | Doppelwohnhaus                                  | Zweigeschossiges traufständiges Fachwerkgebäude mit Satteldach auf Kellersockel, um 1800 | D-6-71-150-16          | Doppelwohnhaus                  |
| Nähe Hauptstraße (Standort)                        | Bildstock                                       | Auf Säule vierseitiger profilierter Rundbogenaufsatz mit Bildnischen und bekrönendem Kreuz, Sandstein,17./18. Jahrhundert | D-6-71-150-23 Wikidata | Bildstock                       |
| Hauptstraße 1 (Standort)                           | Wohnhaus                                        | Zweigeschossiger giebelständiger Fachwerkbau mit Satteldach auf Kellersockel, Geschossbau, dendrochronologisch datiert 1605, bezeichnet „1604“                                                                                                  | D-6-71-150-17 Wikidata | weitere Bilder                  |
| Hauptstraße 1 (Standort)                           | Scheune                                         | | D-6-71-150-17 Wikidata | BW                              |
| Hauptstraße 2a (Standort)                          | Ehemalige katholische Kirche St. Wendelin       | Verputzter Saalbau mit Satteldach und kleinem Chorturm, 1685, 1740 verändert, Turm 1876, das Innere umgebaut | D-6-71-150-1 Wikidata  | weitere Bilder                  |
| Hauptstraße 5 (Standort)                           | Fachwerkhaus                                    | zweigeschossig mit Satteldach, um 1800 | D-6-71-150-18          | Fachwerkhaus                    |
| Hauptstraße 7 (Standort)                           | Scheune                                         | mit Satteldach, Fachwerk und Bruchstein, 18. Jahrhundert | D-6-71-150-18          | BW                              |
| Hauptstraße 9 (Standort)                           | Scheunen                                        | Fachwerk, bezeichnet 1771 | D-6-71-150-18          | BW                              |
| Hauptstraße 42 (Standort)                          | Ehemaliges Wohnstallhaus                        | Zweigeschossiger traufständiger Fachwerkbau mit Satteldach auf hohem Kellersockel, zweite Hälfte 18. Jahrhundert, Erneuerung des Wirtschaftsteils als zweigeschossiger traufständiger Fachwerkbau mit Satteldach, zweite Hälfte 19. Jahrhundert | D-6-71-150-19          | Ehemaliges Wohnstallhaus        |
| Hauptstraße 46,48 (Standort)                       | Doppelwohnhaus                                  | Zweigeschossiges giebelständiges Fachwerkgebäude mit Krüppelwalmdach auf Kellersockel, Ende 18. Jahrhundert | D-6-71-150-20 Wikidata | weitere Bilder                  |
| Nähe Hauptstraße (Standort)                        | Katholische Wallfahrtskapelle Mariä Heimsuchung | Neugotisch, 1892–93 | D-6-71-150-21 Wikidata | weitere Bilder                  |
| Hauptstraße 82 (Standort)                          | Ehemalige Ziegelei                              | Tunnelofen, eingeschossiges traufständiges Pultdachgebäude aus Bruchstein, hölzerner Aufsatz vermutlich später, 1905 | D-6-71-150-30 Wikidata | weitere Bilder                  |
| Hauptstraße 82 (Standort)                          | Ehemalige Ziegelei                              | Kamin, polygonaler Grundriss, Ziegelstein, 1905 | D-6-71-150-30 Wikidata | weitere Bilder                  |
| Hauptstraße 82 (Standort)                          | Ehemalige Ziegelei                              | Wohn- und Verwalterhaus, eingeschossiges traufständiges Backsteingebäude mit Satteldach und Zwerchgiebel, 1905 | D-6-71-150-30 Wikidata | weitere Bilder                  |
| Kreuzäcker (Standort)                              | Bildstock, sogenanntes Hellchen                 | gemauert mit Satteldach und spitzbogiger Nische, 19./20. Jahrhundert | D-6-71-150-24 Wikidata | Bildstock, sogenanntes Hellchen |
| Nähe Hauptstraße, an der Friedhofsmauer (Standort) | Sühnekreuz                                      | Sandstein, 18./19. Jahrhundert | D-6-71-150-26 Wikidata | Sühnekreuz                      |
| Wendelinusstraße 14 (Standort)                     | Katholische St.-Wendelinus-Kirche               | Saalkirche mit Chorturm, unverputzter Bruchsteinbau mit Satteldach und Eckquaderung, von Michael Niedermeier, 1948–50, mit Ausstattung | D-6-71-150-22 Wikidata | weitere Bilder                  |
| Flurabteilung Heh ()                               | Zehntstein                                      | Mit Mainzer Rad nicht nachqualifiziert, im Bayerischen Denkmal-Atlas nicht kartiert | D-6-71-150-25 Wikidata |                                 |

### Weyberhöfe
| Lage                                    | Objekt                                                                       | Beschreibung | Akten-Nr.              | Bild                                |
| --------------------------------------- | ---------------------------------------------------------------------------- | --- | ---------------------- | ----------------------------------- |
| Triftweiher, in Parkmauer (Standort)    | Bildstock                                                                    | Auf Inschriftensäule vierseitiger Giebeldachaufsatz mit Lisenen, Bildnischen und bekrönendem eisernem Kreuz, Sandstein, bezeichnet „1824“             | D-6-71-150-27 Wikidata | Bildstock                           |
| Weyberhöfe 9, an der Scheune (Standort) | Figur des Heiligen Johannes Nepomuk                                          | 18. Jahrhundert | D-6-71-150-28 Wikidata | Figur des Heiligen Johannes Nepomuk |
| Weyberhöfe 11 (Standort)                | Ehemaliges Jagdschloss Weiberhof,auch Gutshof und Eisengießerei, jetzt Hotel | Zweigeschossiger massiver Satteldachbau mit Treppengiebeln und Eckquaderung, im Kern 16. Jahrhundert, historistischer Umbau um 1905                   | D-6-71-150-2 Wikidata  | weitere Bilder                      |
| Weyberhöfe 9 (Standort)                 | Scheune                                                                      | Eingeschossiger Backsteinbau mit Satteldach, teils Fachwerk, 18. Jahrhundert                                                                          | D-6-71-150-2 Wikidata  | BW                                  |
| Weyberhöfe 17 (Standort)                | Nebengebäude                                                                 | Eingeschossiger traufständiger Backsteinbau über Sandsteinsockel mit Satteldach, Kniestock und segmentbogigen Fenstergewänden, spätes 19. Jahrhundert | D-6-71-150-2 Wikidata  | BW                                  |